# Habsbursko-osmanská válka v letech 1551–1562
Habsbursko-osmanská válka v letech 1551–1562 byla konfliktem mezi Osmanskou říší a Habsburskou monarchií, podporovaným Královským Uherskem. Během války Turci dobyli mnoho hradů na uherském a sedmihradském území. Válka skončila vítězstvím Osmanské říše po podpisu Konstantinopolské smlouvy v roce 1562.

## Pozadí
Osmanský sultán Sulejman Nádherný zahájil expanzi říše v roce 1520 po skončení vlády Selima I. Začal útočit na území pod vlivem Uher a Rakouska a v roce 1526 vpadl na uherskou půdu. Uherská armáda byla rozdrcena v bitvě u Moháče, čímž se otevřela cesta k útoku na Podunajskou nížinu. Bitva také přinesla smrt uherského a českého krále Ludvíka II., což vedlo k sporu o trůn. Habsburský císař nastoupil na český trůn, ale uherský trůn si nárokoval pretendent Jan Zápolský, jehož nároky podporovali šlechtici a sultán. Mocenský boj pokračoval i po Janově smrti v roce 1540, kdy na trůn nastoupil jeho syn Jan II. Zikmund Zápolský. Konflikt byl vyřešen až v roce 1570, kdy se trůnu vzdal a jeho nástupcem se stal Maxmilián II.
Osmanské vojsko narazilo na odpor při obléhání Günsu (Kőszeg) v roce 1532, kde 800 mužů pod velením Nikoly Jurišiće dokázalo ubránit proti osmanské armádě. To však pouze zdrželo osmanskou kampaň o 25 dní, a tak pokračovali v postupu směrem k Budínu, který nakonec obsadili v roce 1541. Budín se stal centrem osmanské správy v této oblasti, přičemž okupovaným územím vládl Jan II., který měl osmanskou podporu.

## Válka

Osmané po dobytí Temešváru v roce 1552

V létě roku 1552 dorazili Osmané k Temešváru, který byl nejdůležitějším městem v oblasti Banátu. Osmanská armáda čítala přibližně 30 000 mužů, zatímco Temešvár bránilo pouhých 1 900 obránců, z nichž 700 byli obchodníci.

### Obléhání Temešváru
Osmanská dělostřelba začala ničit hradby 27. června, poté osmanská pěchota zaútočila 3. a 6. července, avšak neúspěšně. Během bitvy se uherská armáda pod vedením Mihályho Tótha pokusila město osvobodit, avšak byla poražena v bitvě u Szentandrásu (dnes Sânandrei v Rumunsku). Město brzy poté padlo. Po dobytí Temešváru zde sultán zřídil provincii Temešvárský ejálet, který byl složen ze čtyř sandžaků.

### Obléhání Egeru
Ztráta křesťanských pevností v Temešváru a Szolnoku v roce 1552 byla přičítána žoldnéřům v uherských řadách. Když Turci obrátili svou pozornost na severouherské město Eger, málokdo očekával, že obránci budou klást větší odpor. Proti nim totiž stanula spojená vojska osmanských velitelů Ahmeda a Aliho, kteří do té doby drtili veškerý odpor.

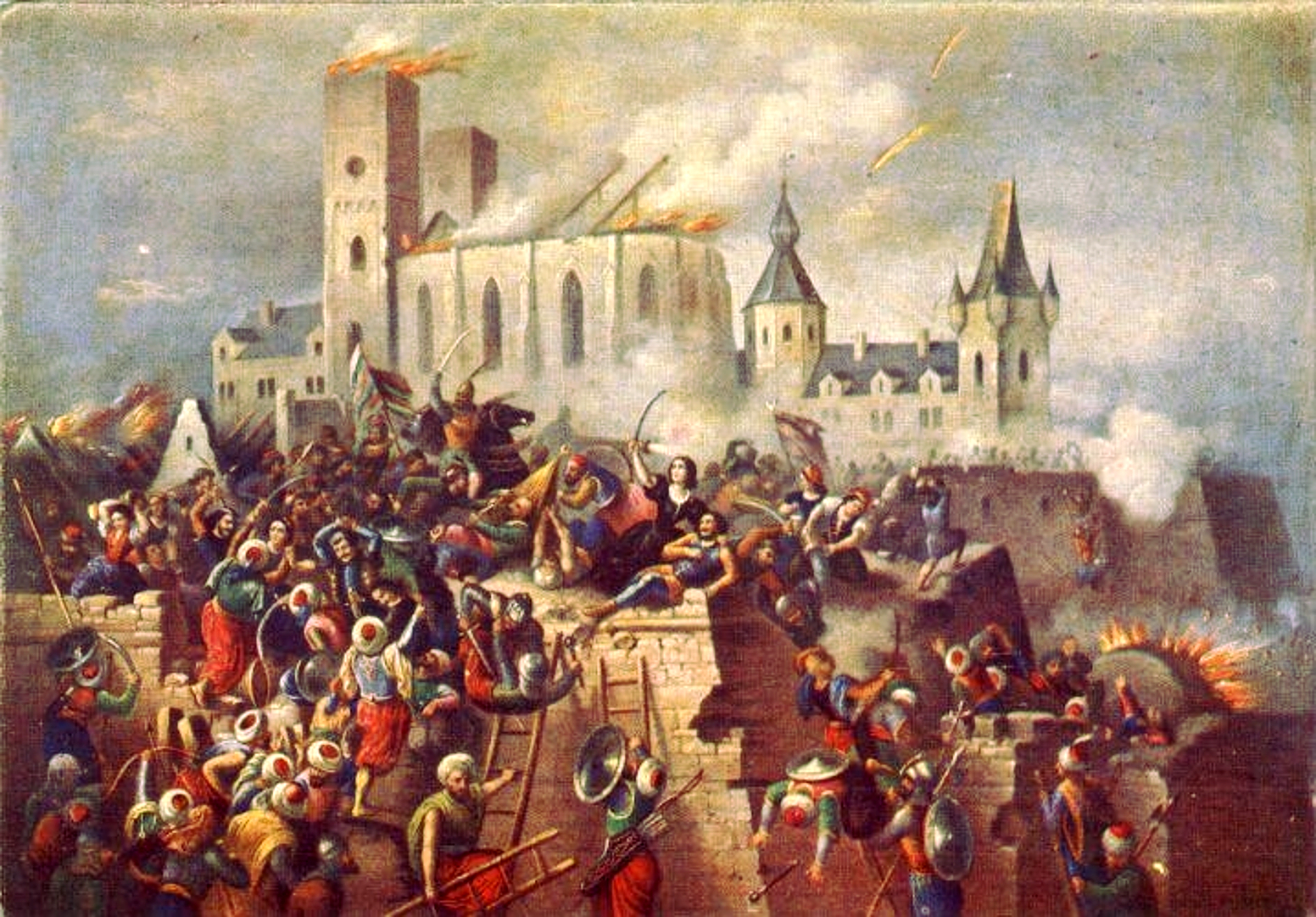
Obléhání Egeru, 1552

Pevnost byla bráněna 2 100–2 300 lidmi, mezi nimiž byli profesionální vojáci, rolníci a několik desítek žen. Obranu vedl István Dobó a jeho zástupce István Mekcsey, který převzal velení v roce 1549. Mezi přibližně 1 530 bojeschopnými obránci bylo jen několik zahraničních žoldnéřů. Dobó najal šest německých dělostřelců, aby zajistil co nejefektivnější využití egerského dělostřelectva.
Další významnou postavou obrany byl Gergely Bornemissza, známý z maďarské literatury a folklóru. Velitel 250 uherských pěšáků proslul především svými znalostmi výbušnin. Během obléhání vynalezl primitivní, ale smrtící granáty a sudové bomby naplněné střelným prachem, které vrhal na útočníky. Nejzajímavější zbraní bylo vodní mlýnské kolo naplněné střelným prachem, které bylo spuštěno mezi osmanské řady. Bornemissza své výbušniny obohatil o olej, síru a pazourky, takže při explozi chrlily žhavé střepiny.

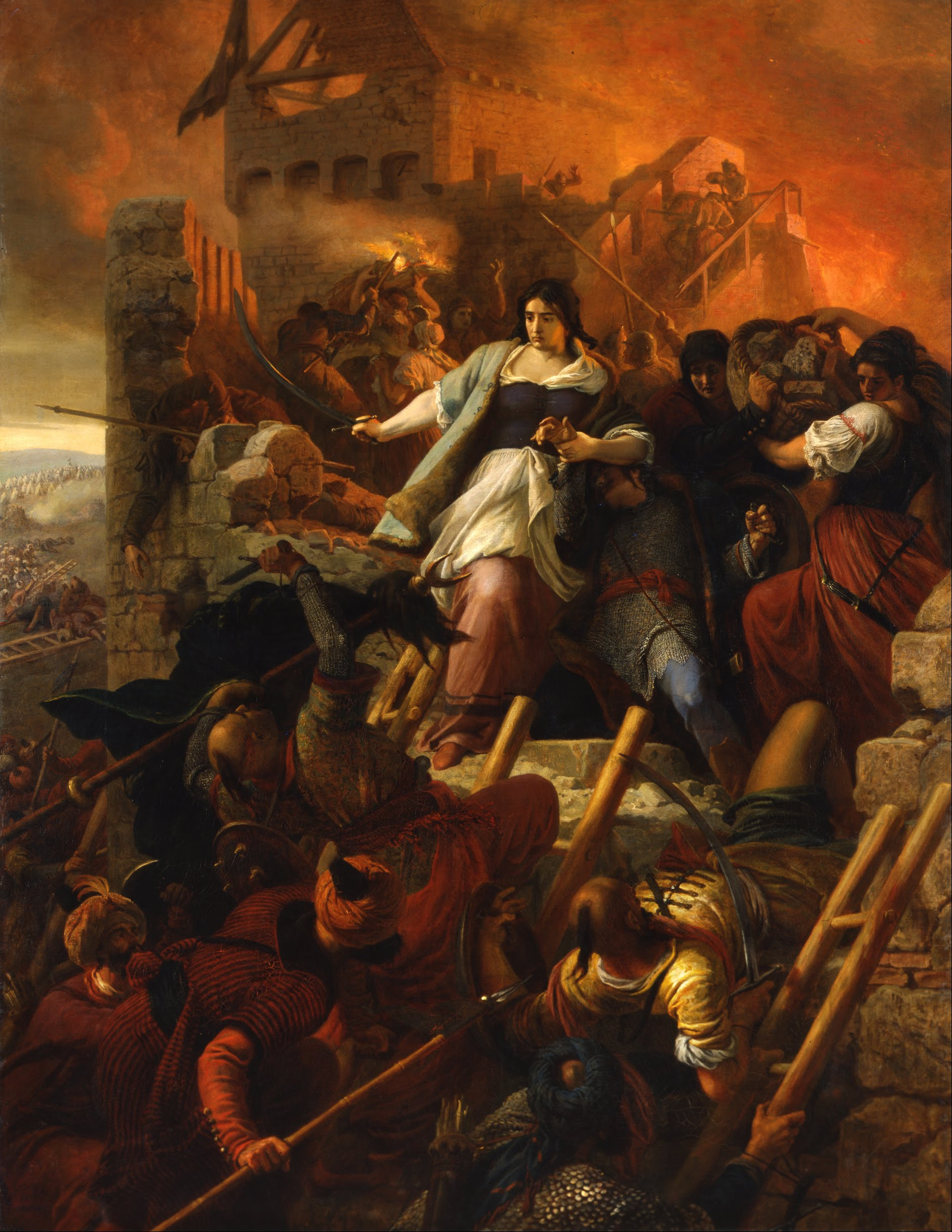
Obrana Egeru

Osmané očekávali snadné vítězství, ale hrdinství obránců a Dobóova inspirativní taktika vedly k odražení opakovaných útoků. I když výbuch skladu, ve kterém bylo uloženo 24 tun střelného prachu, způsobil značné škody, Osmané stále nedokázali prolomit hradby. Po 39 dnech krutých bojů byla osmanská armáda poražena a donucena se stáhnout, zahanbena neúspěchem. Obránci ztratili přibližně třetinu svých sil, včetně mrtvých a těžce raněných. Dobó přišel o oba své panoše. Po vítězství on i jeho důstojníci rezignovali na protest proti králi Ferdinandovi, který odmítl poskytnout jakoukoli materiální pomoc na obranu pevnosti. Velení nad pevností bylo následně svěřeno Gergelymu Bornemisszovi.

### Obléhání hradu Pápa
Plány osmanského útoku se dostaly k uherským kapitánům již v září. Osmanská vojska se začala shromažďovat 22. září. Józsa Ormányi, kapitán hradu Sümeg, to zaznamenal a informoval palatina Tamáse Nádasdyho, že osmanská posádka hradu Veszprém byla posílena o 60 jezdců.
Bej Arszlán z Fehérváru nařídil sedlákům z okolí, aby se dostavili do Fehérváru s nářadím, koňmi a voly, aby vybudovali obléhací zákopy kolem hradu Pápa. Nádasdy vydal stejný rozkaz rolníkům v okolí Pápy, aby posílili hradby, ale jeho výzva byla ignorována. Pohraniční válečníci byli 22. října 1555 varováni a následujícího dne, 23. října, Osmané zaútočili na hrad Pápa.
O půlnoci zaútočili Osmané se strašlivým bojovým pokřikem na bránu Borosgyőri (nebo také Svatého Ladislava). Strážní brány se vyděsili a utekli. Útočníci mezitím strhli kůly palisády kolem brány. Martonfalvy, písař, byl první, kdo zasáhl – chytil vojáka Pétera Borosgyőriho za límec a přikázal mu vystřelit na Osmany, kteří pronikali dovnitř. Osmané opětovali palbu a Borosgyőriho zasáhli do ruky. Martonfalvy poté běžel k lancknechtům shromážděným v ulici Svatého Ladislava a přikázal jim bránu bránit. Mezitím Osmané vztyčili svou vlajku na hradbě nad bránou. Žoldnéři však neuposlechli. Situaci zachránil mladý Ferenc Török, syn Bálinta Töröka, který je přiměl k boji. Lancknechti ho poslechli, chopili se dlouhých kopí a rychle vyčistili prostor kolem palisády.

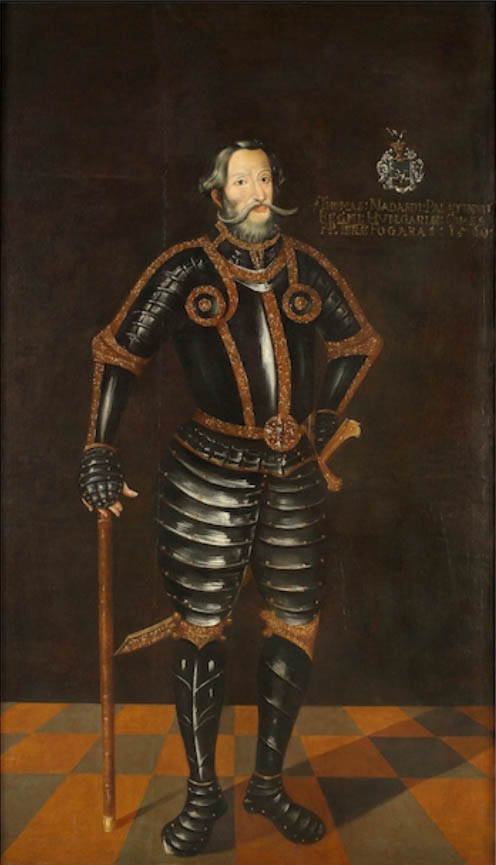
Tamás Nádasdy

Osmané se pokusili o další útok z druhé strany palisády, ale byli odraženi hustou palbou obránců. Nechali za sebou mnoho mrtvých a žebříky v příkopu a nakonec ustoupili. Při ústupu zničili sídlo a 25 domů ve vesnici Zsemlér. Poučen tímto incidentem, král následující rok poslal do Pápy 100 vojáků, děla, střelný prach a kulky. Byly také dodány nástroje a všichni sedláci ze tří žup (Veszprém, Vas a Sopron) dostali příkaz pracovat na opevnění hradu. Král si zřejmě uvědomil strategický význam hradu Pápa, který ležel blízko Vídně, a proto najal 200 uherských bojovníků a 100 husarů na jeho obranu.
Osmanské jednotky složené ze sanžaků v Zadunají se přesunuly k hradu Szigetvár, aby pomohly tamním obléhatelům, přičemž doma nechaly jen málo vojáků. Tohoto oslabení využili severodunajští uherští pohraniční válečníci. V druhé polovině června 1556 uherská jízda z hradu Pápa porazila osmanské jednotky u Veszprému. Po tomto úspěchu se spojili s posádkami hradů Devecser a Győr a zahájili útok na hrad Fehérvár, který byl mnohem silnější pevností.

### Obléhání Szigetváru

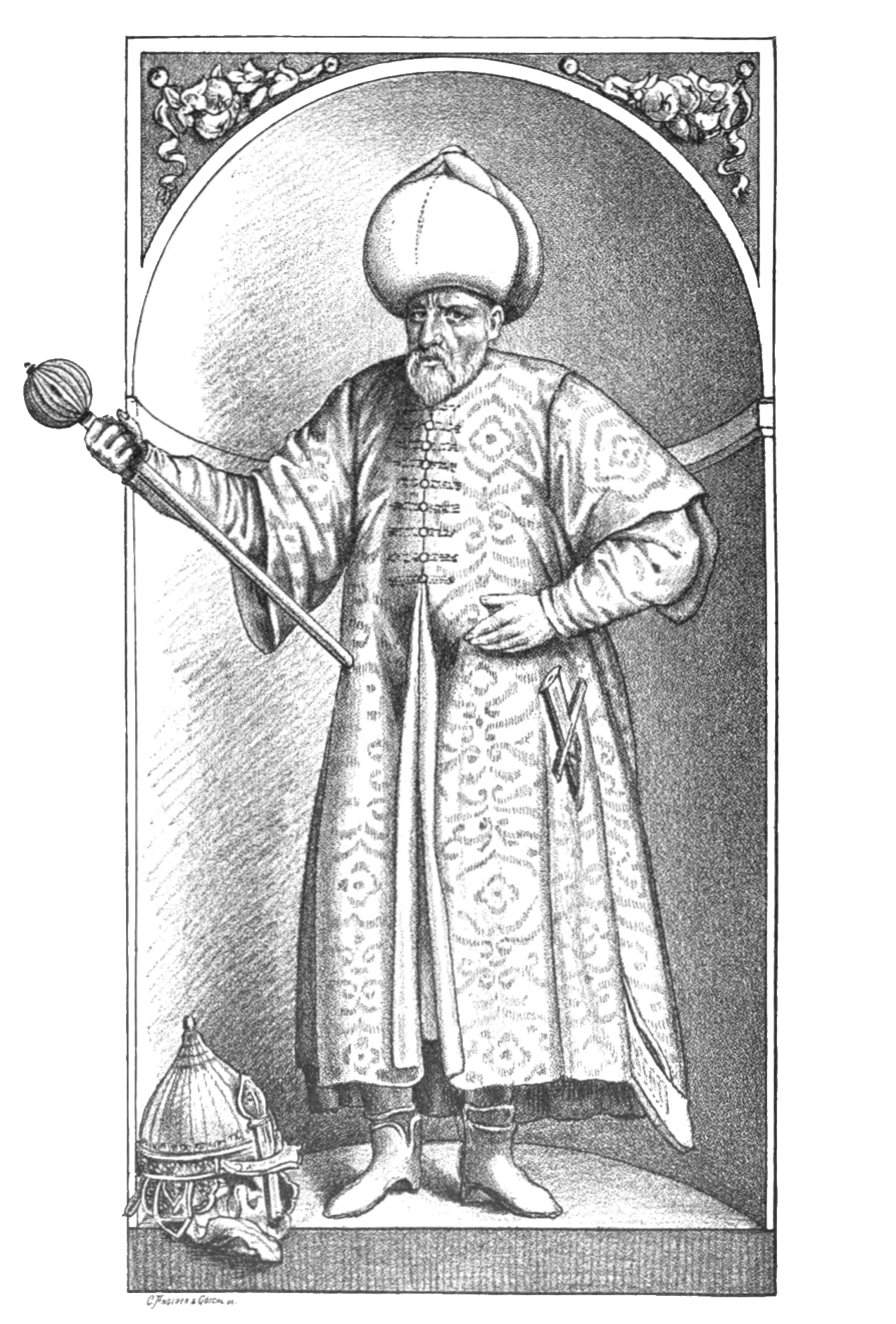
Mehmed Paša Sokolović

Obléhání hradu Szigetvár začalo 11. června 1556. V té době byl hrad pod velením Márka Stancsicse Horvátha, věrného muže Tamáse Nádasdyho. V únoru převzal velení této nebezpečné pevnosti, která se nacházela hluboko na území nepřítele. Osmanská vojska v předchozím roce dobyla hrady Kaposvár, Korotna a Babócsa, a bylo tedy pravděpodobné, že jejich další cíl bude právě Szigetvár.
Bejlerbej Hadim Ali Paša Budínský se vydal z Istanbulu v dubnu s několika tisíci janičáři. Mezitím se osmanští sanžakbejové z jižních uherských území snažili zabránit uherským obráncům v přípravách na nadcházející obléhání. Mezi nimi byli Bej Dervis z Pécse, Bej Ahmed z Babócsy, Bej Nászuf z Koppány a Bej Mehmed ze Szolnoku, jejichž vojska se shromažďovala poblíž Szentlőrincu. Osmanští nájezdníci se pokoušeli zablokovat Uhry, kteří do hradu dopravovali zásoby, ale husarům Szigetváru se podařilo jejich útoky odrazit.
V samotném hradu bylo pouze 600 vojáků a 200 měšťanů, kteří byli ochotni vzít do rukou zbraně. Spolu s ostatními obyvateli bylo v pevnosti asi 1 000 obránců, přičemž další 3 000 lidí hledalo útočiště ve městě, což způsobilo vážné potíže s nedostatkem zásob. Hrad měl tři hlavní části: vnitřní hrad, vnější hrad a staré město, které bylo obehnáno hradbami. Naštěstí byly příkopy plné vody.
Nepřítel dorazil ve večerních hodinách 10. června, ale obránci mu nedopřáli klid a mnoho Osmanů pobili. Osmanská vojska se utábořila jižně a východně od Szigetváru, zatímco lehká jízda akindžijů obklíčila pevnost a odřízla ji od okolního světa. Obléhání začalo 11. června. Děla byla rozmístěna 12. června a namířena na jižní hradby města. Ostřelování začalo ráno téhož dne. Obránci se snažili bránit dělostřelecké palbě výpady, ale nemohli ji zcela zastavit. Současně Osmané nutili uherské rolníky kopat zákopy. První velký útok začal 21. června. Obránci odrazili čtyři vlny útoků, ale pátá byla úspěšná a Osmané dobyli město. Nicméně Sebestyén Újlaky a vojvoda Jakab Radován vedli protiútok, při němž způsobili Osmanům velké ztráty. Po několika hodinách zuřivého boje byli obránci nuceni se stáhnout.
Naštěstí se křesťanská armáda pod vedením Tamáse Nádasdyho a Pallaviciniho Sforzy shromažďovala u hradu Kanizsa, což povzbudilo vyčerpané obránce. Mezitím bojovníci kapitána Horvátha čas od času podnikali výpady proti Osmanům, kteří postupně ztráceli bojovou morálku. Dne 18. července křesťanské vojsko dosáhlo hradu Babócsa a zahájilo jeho obléhání. Když se o tom Hadim Ali dozvěděl, byl nucen obléhání Szigetváru zrušit a stáhnout se.

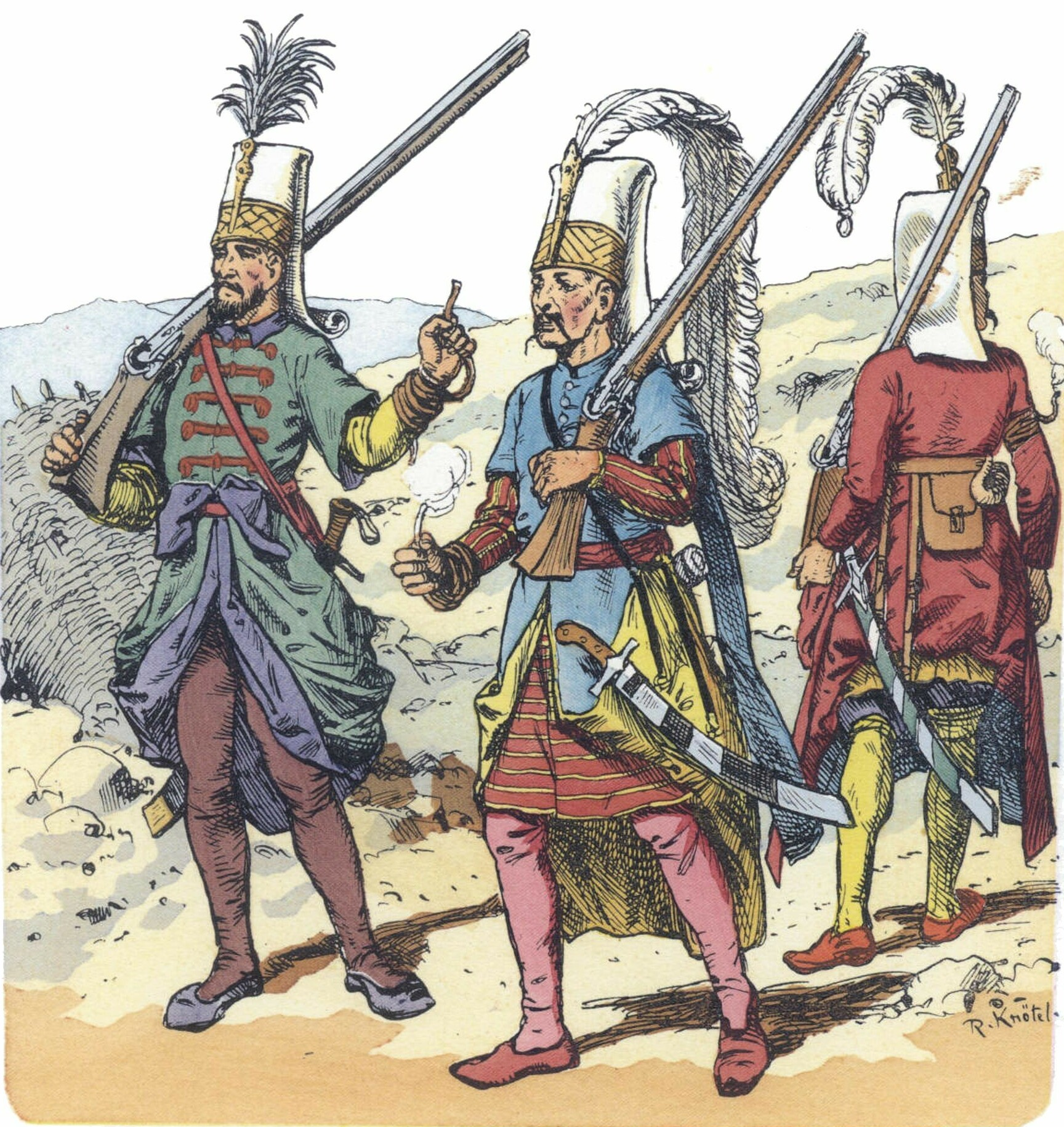
Janičáři

### Turecký útok kolem Balatonu
V roce 1558 se vojska ze zadunajských sandžakských center aktivizovala a snažila se rozšířit svou moc nad menšími hrady kolem Balatonu. To bylo součástí osmanské dobyvatelské strategie, která postupně posouvala hranice vpřed. Oblasti kolem nepřátelských hradů byly postupně ničeny, což vedlo k jejich odříznutí od zásobování a šíření strachu mezi obyvatelstvem, které bylo buď nuceno platit daně, nebo bylo vyhnáno ze své země.
V nejhorším případě byli lidé povražděni nebo odvlečeni do otroctví. Oslabování nepřátelského území byla stará strategie užívaná před hlavními vojenskými taženími a obvykle fungovala. Tyto menší bitvy byly běžné již od prvních útoků Turků, a to jak v době míru, tak během otevřené války. Rozdíl byl v tom, že během „míru“ nemohly obě strany mobilizovat tolik vojáků a použití dělostřelectva či obléhání hradů bylo zakázáno.
Maďaři však tuto strategii dobře znali. Neustálé útoky vedly k vytvoření husarských jednotek, které se ukázaly být velmi schopnou silou proti dobyvatelům. Již v březnu Mikuláš IV. Zrinský informoval palatina Tamáse Nádasdyho, že Turci opevňují klášter v Mesztegnyő. V létě chtěli přestavět kostel v Ságváru na pevnost, ale turecká posádka byla přepadena kapitánem Mihálym Takaróem, který přeplul Balaton. Palisáda byla obsazena, ale obránci ukrytí ve věži nebyli pro Takaróa rovnocennými soupeři, protože na pomoc lidem ze Ságváru dorazila turecká posádka z Kőröshegy. Takaró a jeho vojáci se však dokázali bezpečně stáhnout zpět přes jezero.

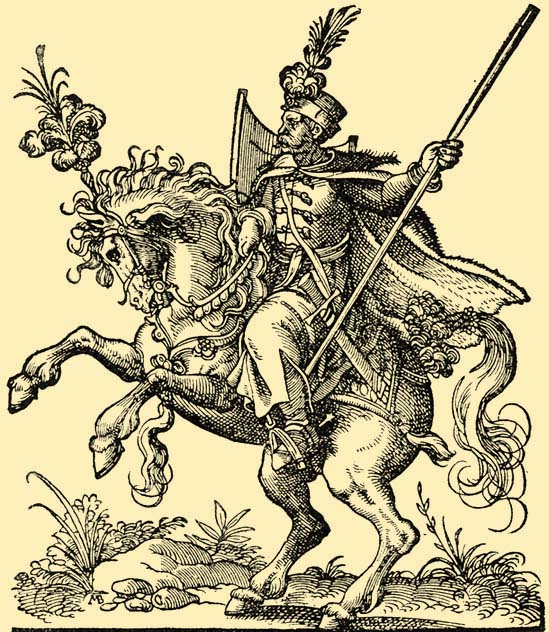
Uherský husar

Pak se snad v odplatě za tento incident Turci z Veszprému, Simontornye a Koppánye dali do pohybu. Kolem 13. října současně zaútočili na odlehlé hrady severně i jižně od Balatonu. Během jediné noci vojenské jednotky z Veszprému vpadly do hradů Vázsonykő, Hegyesd a Csobánc a zaútočily na Szigliget. Celé obyvatelstvo vesnice bylo zajato. Přestože posádka Szigligetu utekla z hradu, Turci je brzy přemohli. Kapitán hradu Bálint Magyar málem přišel o život a jen náhodou unikl.
Následně napsal stížnost Nádasdymu, v níž obvinil stráže z hradů Vázsonykő, Csobánc a Hegyesd z toho, že je Turci překvapili, protože neoznámili příchod nepřítele. Ve skutečnosti panovala mezi maďarskými veliteli okolních hradů velká nevraživost, což Turkům umožnilo téměř nepozorovaně proniknout obranou.
Ve stejné dny zaútočili Turci ze Simontornye a Koppánye na hrad Fonyód, kterému rovněž velel Bálint Magyar. Podařilo se jim prorazit vnější palisádu a zapálit domy, ale obránci je nakonec vytlačili. Byli zajati tři Turci, devět bylo zabito a mnoho dalších zraněno. Hrad Tihany byl třikrát napaden Turky z Veszprému a Fehérváru, pokaždé velkým počtem vojáků, ale hrad se jim dobýt nepodařilo. 
Nájezdy pokračovaly i v následujících letech. Fonyód byl několikrát napaden a v roce 1561 se Turci pokusili dobýt i Hegyesd. To nakonec přimělo velitele okolních hradů ke spolupráci a společná vojenská operace nakonec Turky z Hegyesdu v následujícím roce vyhnala.

### Další osmanské nájezdy
Na zasedání Velké vojenské rady Císařské válečné rady v roce 1577 bylo na základě rady Lazara von Schwendiho rozhodnuto zaměřit se spíše na aktivní obranu než na útočnou strategii. V cestě osmanské expanzi stála nová pohraniční obranná linie, systém opevnění na několika úrovních.
Byly zřízeny hlavní hrady, které sloužily jako sídla generálních kapitánů a obvykle se jednalo o dobře opevněná místa s alespoň 1 000 obránci. Jejich úkolem bylo vydržet alespoň měsíc až měsíc a půl, než na pomoc dorazí armáda. K podpoře hlavních hradů byly vybudovány sekundární pevnosti, jejichž úkolem bylo zdržet postup nepřítele a vydržet několik týdnů. Počet jejich obránců se obvykle pohyboval mezi 100 a 500. Jejich rozmístění se lišilo podle terénu. Dále byly postaveny pevnosti třetí kategorie, většinou palisádové, s posádkou přibližně 100 mužů. V případě obléhání samozřejmě měly více obránců. Jejich úkolem bylo kontrolovat nájezdy a podporovat větší hrady. Bez dělostřelectva dokázaly zadržet útočící armádu jen na několik dní.

## Následky
Nakonec muselo být dne 12. dubna 1562 uzavřeno příměří podle zásady „status quo“, s výjimkou hradů Mukačevo a Chust a jejich okolí. Nicméně osmanští spojenci příměří nedodrželi. Oblehli hrad Szatmár, kam se uchýlili Zaj a Balassa. Protože Turci neměli obléhací stroje, chtěli obránce vyhladovět. Ke konci dubna se situace obránců stala zoufalou. Ti proto vyslali Balassu, aby se pokusil získat pomoc od královského vojska, které bylo v Olcsvaapáti. Balassa se v noci 27. dubna nalodil a proplul tureckým táborem. Po příjezdu do královského ležení napsal dopis arcivévodovi Maxmiliánovi se žádostí o pomoc. Rovněž zaslal dopis Lászlóvi Kerecsényimu, kapitánovi hradu Gyula.
Obránci hradu Szatmár nakonec unikli jisté smrti díky zásahu Zsigmonda Jánose, který se odvolával na příměří. Osmané proto 4. května obléhání ukončili a stáhli se. Balassa a Zaj tak dokázali udržet Ferdinandovu nadvládu v oblasti o další dva roky, avšak za cenu zničení krajiny.